# Hookeria laete-virens
Hookeria laete-virens là một loài Rêu trong họ Hookeriaceae. Loài này được Hook. & Taylor mô tả khoa học đầu tiên năm 1818.